# Drømme (film fra 1915)
Drømme (russisk: Грёзы) er en russisk film fra 1915 instrueret af Jevgenij Bauer.
Filmen er baseret på en roman af den belgiske forfatter Georges Rodenbach.

## Handling
Sergejs hustru Elena dør. Sergej er sønderknust over tabet af hustruen og forestiller sig at han ser hendes spøgelse. En dag møder han en kvinde, Tina, der ligner den afdøde hustru, og Sergej forestiller sig, at der er Helena, der er vendt tilbage. Sergej bliver mere og mere vanvittig, og hver gestus og hvert ord fra Tina irriterer Sergej, der føler mindet om Elena krænket. Til sidst kvæler han Tina.

## Medvirkende
- Aleksandr Vyrubov som Sergej Nedelin
- F. Werchowzewa som Jelena
- Viktor Arens som Solski
- N. Chernobajeva som Tina Wlarskaja